# Rosa moyesii
Rosa moyesii es un especie de planta de la familia Rosaceae clasificada en sect. Cinnamomeae. Planta nativa del oeste de China (Shaanxi, Sichuan, Yunnan).
Descubierta en 1890, importada a Europa en 1894. El adjetivo específico "moyesii", se debe a que esta especie fue dedicada por E. H. Wilson a un misionero británico, Padre J. Moyes.

## Descripción
Es un vigoroso arbusto con abundantes hojas verdes mates caducas que puede llegar a alcanzar los 4 m de alto por los 3 m de ancho. Sus flores que se producen en verano son planas de color rojo o rosa, con estambres amarillos centrales. Los frutos son cinorrodón que se producen en otoño estos son prominentes escaramujos en forma de botella decolor naranja cuando están maduros, con una longitud de 5 a 6 cm. La mayor parte de ellos son estériles.

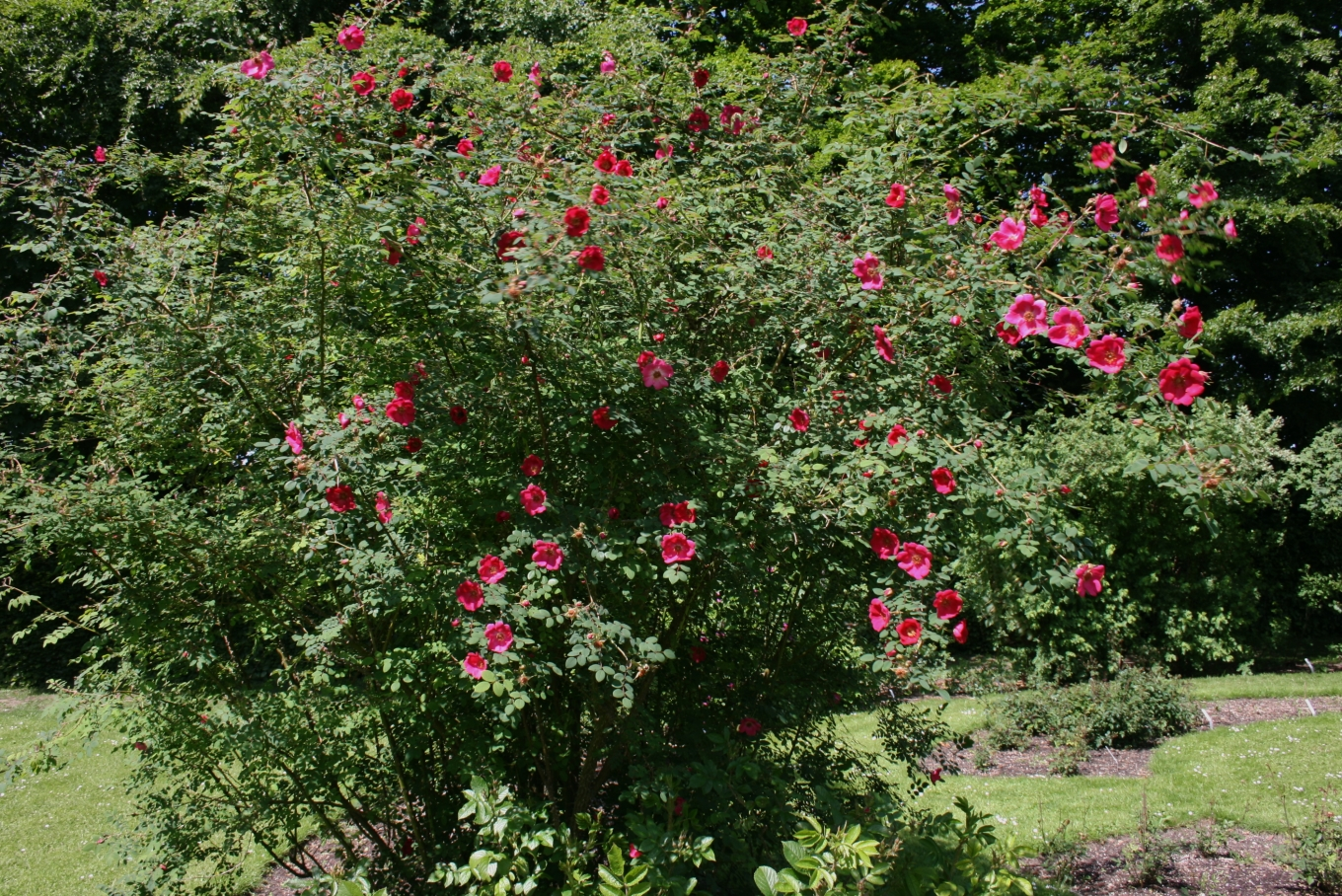
Hábito de Rosa moyesii.
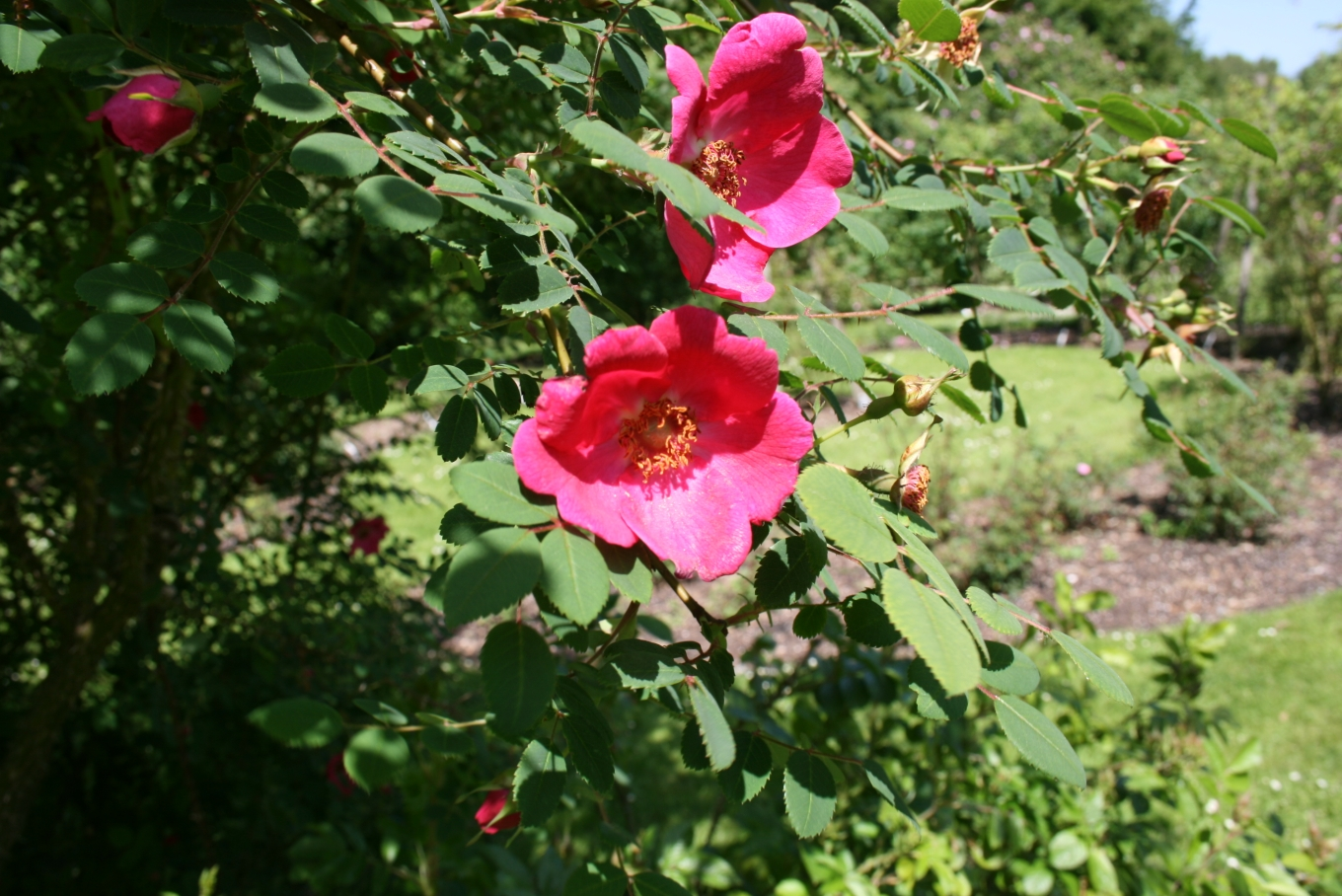
Las flores de Rosa moyesii
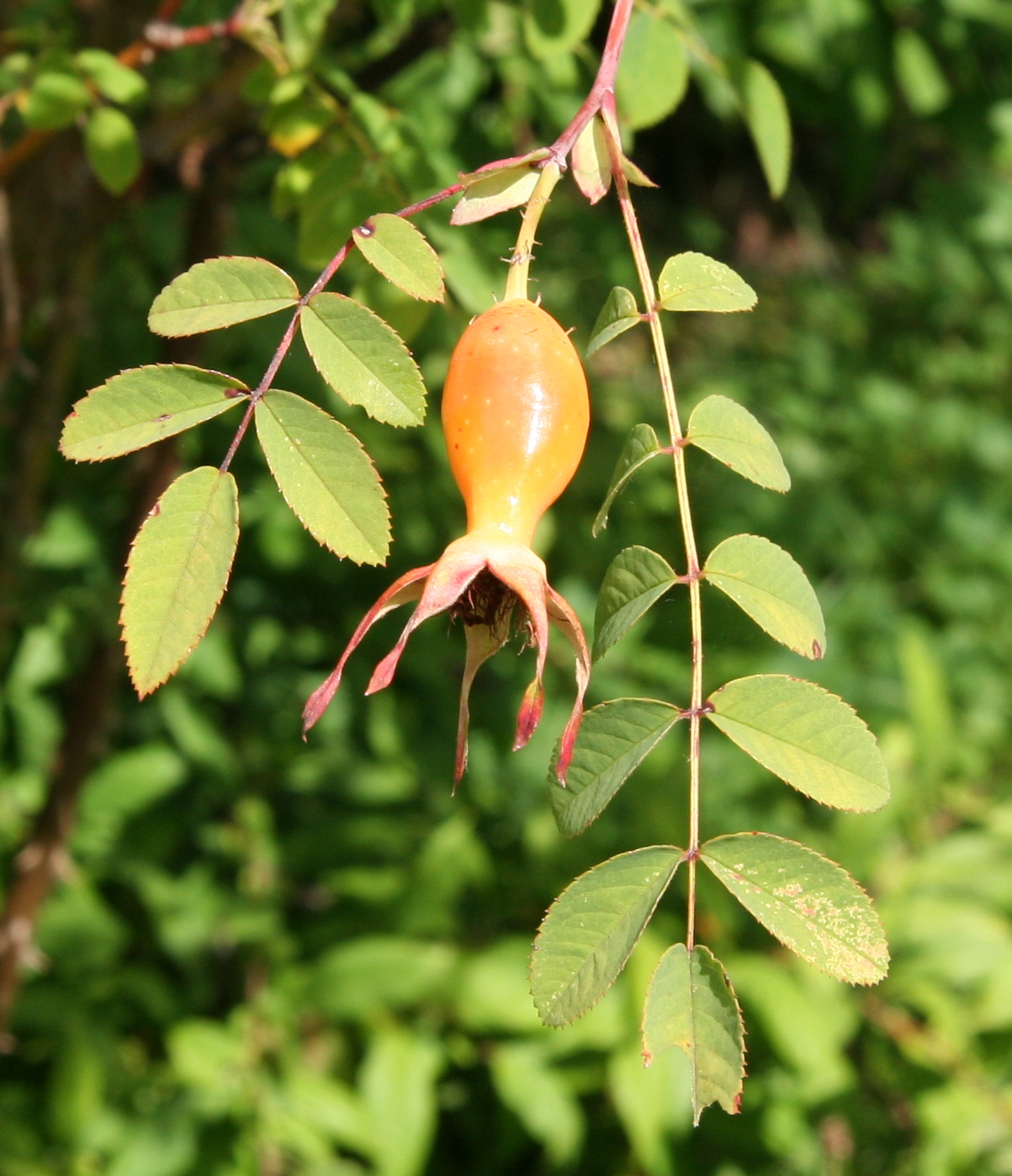
El escaramujo de Rosa moyesii.

## Cultivo y uso
R. moyesii se cultiva como arbusto ornamental y se ha utilizado como parental para obtener nuevos obtentores y variedades de rosa en el cultivo de rosas mejoradas.
Tiene varias variantes:
- Rosa moyesii 'Fargesii' una forma tetraploica mientras que el tipo es hexaploico,
- Rosa moyesii 'Inermis',
- Rosa moyesii 'Superba' una forma compacta,
- Rosa holodonta Stapf, Rosa moyesii f.rosea (Rehd.&E.H.Wils.), tetraploico, se distingue por el colar rosa de sus flores.

El cultivar híbrido más compacto de R. moyesii 'Geranium', con brillantes flores de color naranja-escarlata, se ha ganado el Award of Garden Merit otorgado por la Royal Horticultural Society.

## Cultivares[4]de R. moyesii
- 'Nevada' Dot 1927, blanco crema - uno de sus cruces más reconocidos.
- 'Marguerite Hilling', 1959, desporte de la rosa 'Nevada'.
- 'Highdownensis', 1928, rojo-carmín.
- 'Eos', 1959, rojo con el centro claro.
- 'Eddie's Crimson' J.H. Eddie 1956 (Canadá), rojo fuego.

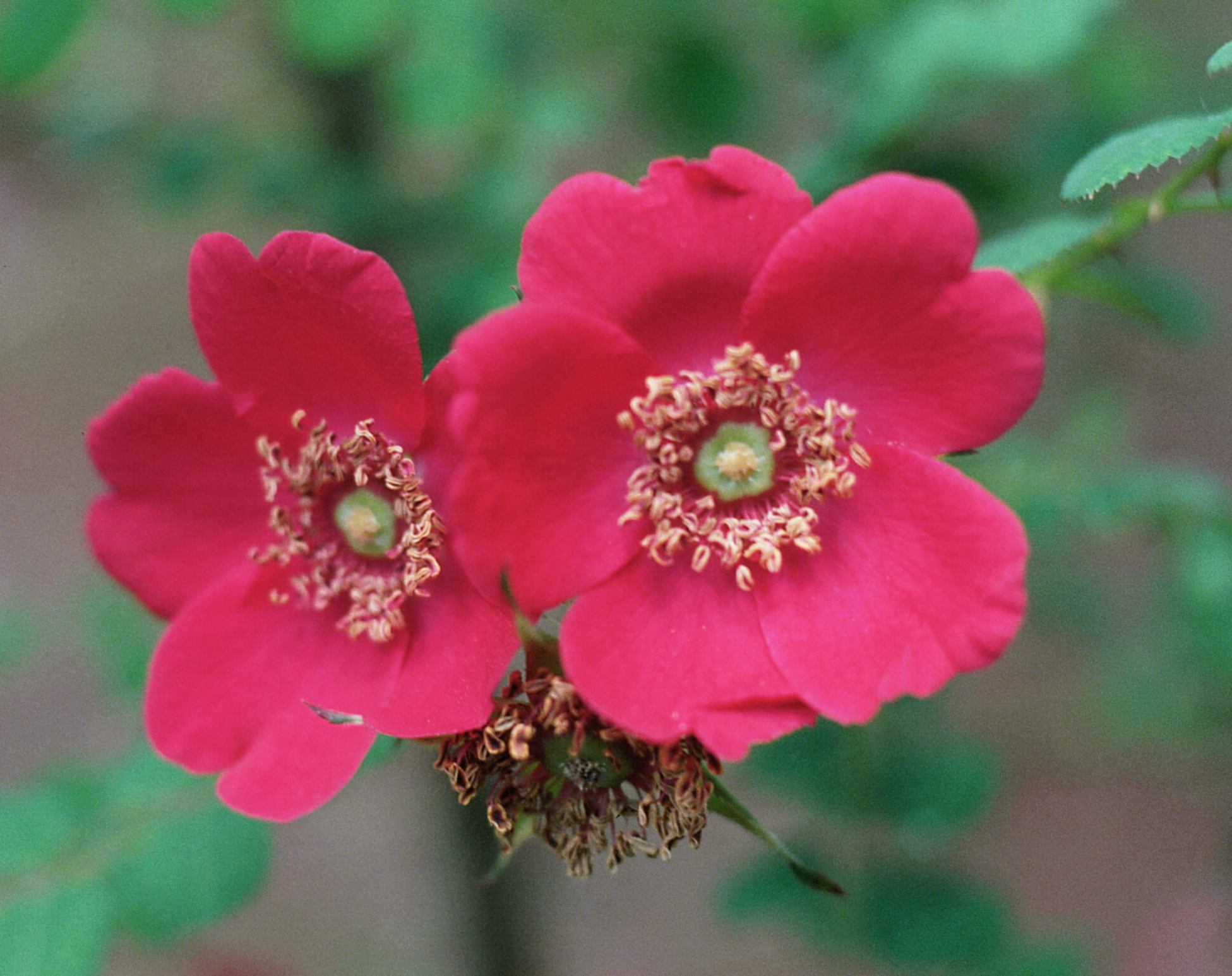
Rosa 'Geranium', gr. Moyesii, sect. Cassiorhodon. Real Jardín Botánico de Madrid.
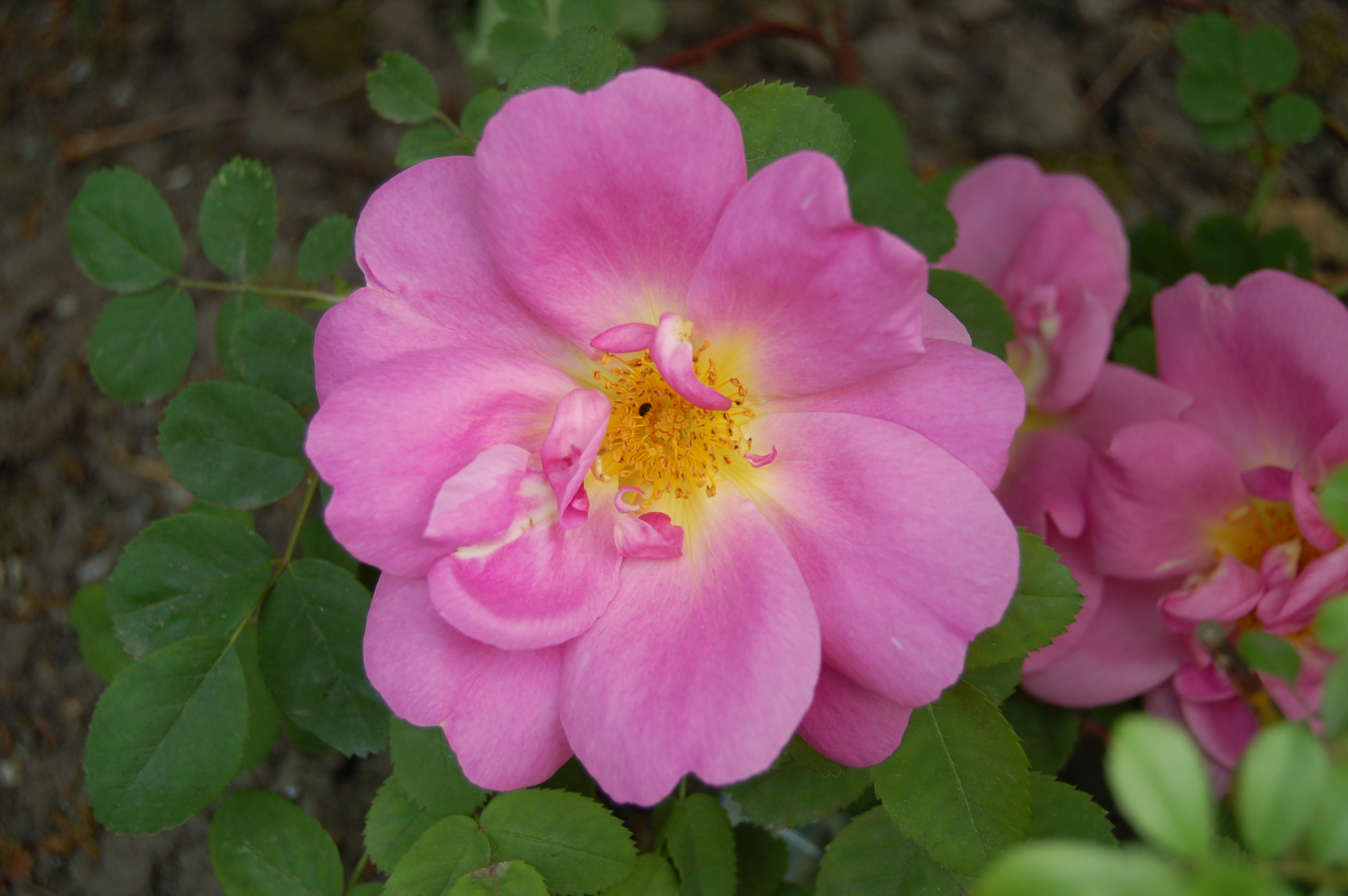
Rosa 'Marguerite Hilling', Hilling 1959. Rosarium Uetersen Alemania.
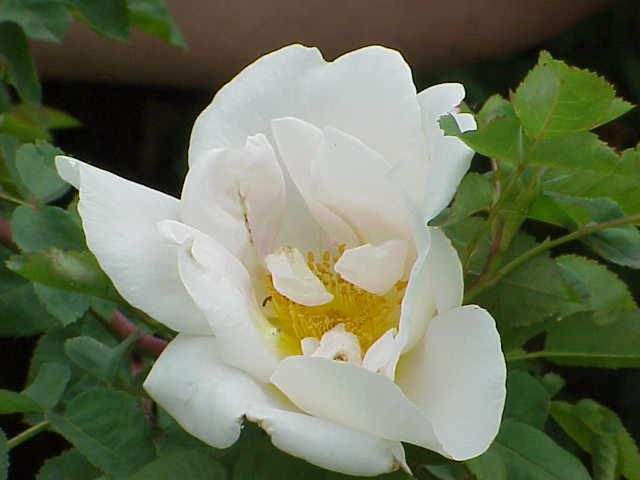
Rosa 'Nevada', Dot 1927.
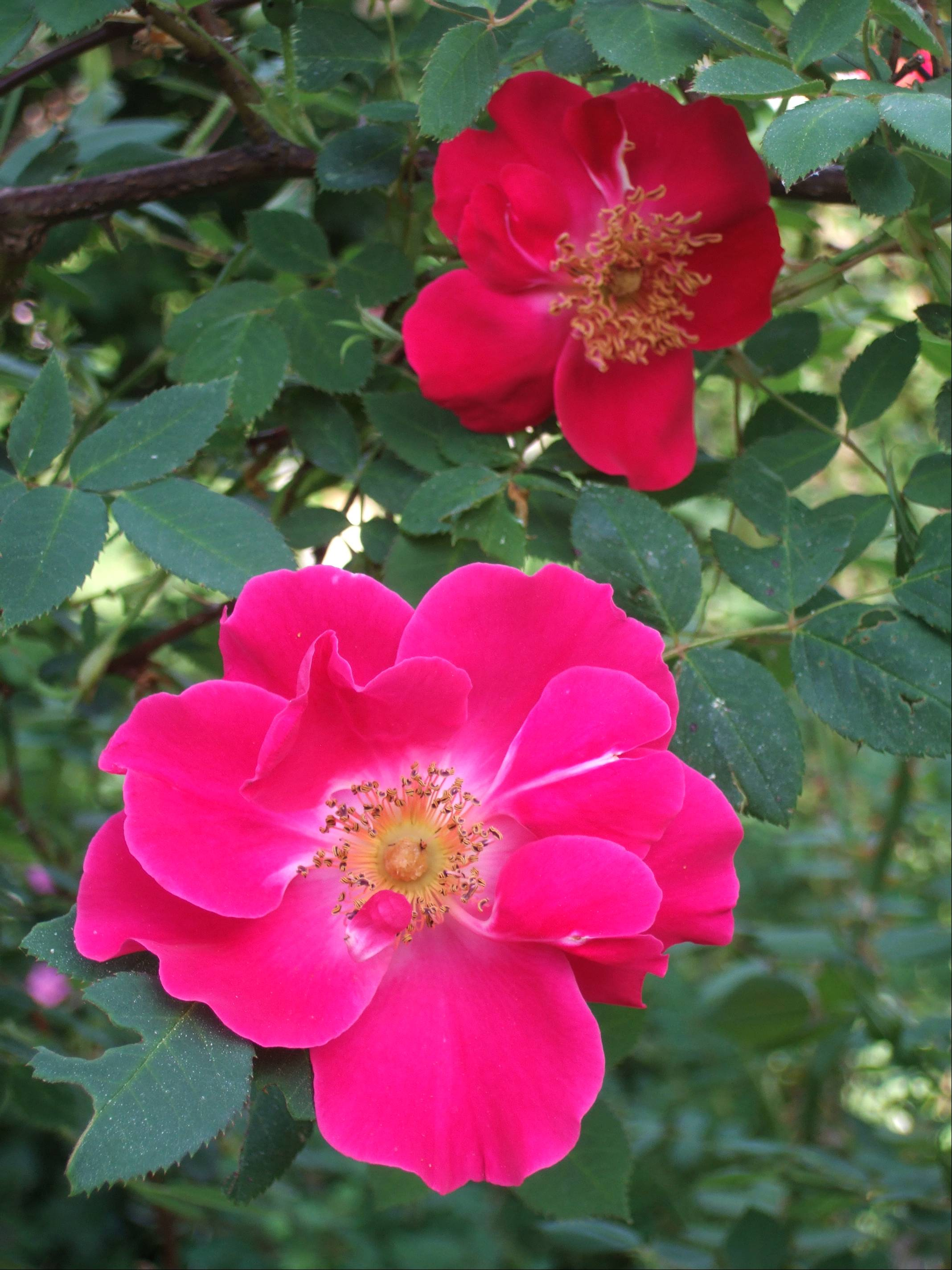
Rosa 'Eddie's Jewel', Eddie 1962.